# بيدرو بيدروسيان
بيدرو بيدروسيان (13 أغسطس 1928 - 22 أغسطس 2017) سياسي برازيلي. كان عضوًا في حزب التعبئة الوطنية، وشغل فترتين منصب حاكم ماتو غروسو دو سول. كانت الفترة الأولى (1980-1983) دورًا معينًا، قبل انتخابه في عام 1991. وانتهت فترة ولايته في عام 1994. كما شغل منصب حاكم ماتو جروسو بين عامي 1966 و1971. ولد في ميراندا ماتو غروسو دو. سول. هو مهندس مدني من حيث المهنة، تخرج من جامعة ماكنزي المشيخية ساو باولو.
توفي بيدروسيان في 22 أغسطس 2017 في كامبو غراندي عن عمر يناهز 89 عامًا.